# Małoszów (województwo świętokrzyskie)
Małoszów – wieś w Polsce położona w województwie świętokrzyskim, w powiecie kazimierskim, w gminie Skalbmierz.
W latach 1975–1998 miejscowość administracyjnie należała do województwa kieleckiego.
| SIMC    | Nazwa   | Rodzaj    |
| ------- | ------- | --------- |
| 0267884 | Backi   | część wsi |
| 0267890 | Baranów | część wsi |
| 0267909 | Doły    | część wsi |
| 0267915 | Ponin   | część wsi |

## Historia
Położony u podnóża jednej z większych wyniosłości okolicy Skalbmierza, w pobliżu pokładów kamienia, wydobywanego kiedyś przez okolicznych mieszkańców.
Wieś datowana w piśmiennictwie w XIII wieku. Pierwsze wzmianki o Małoszowie pochodzą z 1243 roku.(Kod. dypl. pol. pod r. 1243 w.t. III.).
W wieku XV Małoszów jest własnością Jana z Kurozwęk herbu Róża.(Długosz (Lib. ben. II, 169)).
Kościół tutejszy, ubogo uposażony, w roku 1646 przez  Tomasza Lachowskiego miejscowego proboszcza, w miejsce wprzód drewnianego śród wioski stojącego, przeniesiony na drugą stronę, wybudował Dembiński z kamienia ciosowego.
 
Kościół ten niewielki, pod wezwaniem św. Mikołaja, mieści w sobie trzy ołtarze. Szczególnie zasługują na uwagę oddrzwia z pięknego czarnego marmuru przy wschodzie do zakrystii. W nawie środkowej kościoła trzy marmurowe pomniki Stanisława Dembińskiego, Ksawerego i Franciszka Ponińskich, późniejszych właścicieli Małoszowa, w ścianie wmurowane a obok drzwi wchodowych do kruchty kościelnej proboszcza Ks. Jakóba Rzepczewskiego. (Opis kościoła pochodzi z wieku XIX.)

W połowie XVIII wieku Małoszów należał prawem własności do Stanisława Kostki Dembińskiego, wojewody krakowskiego.
W 1806 r. został kupiony przez hrabiego Franciszka Ponińskiego od starościny wolbromskiej Dembińskiej za sumę 600000 złotych polskich i odtąd należał do Ponińskich.
Podług spisu z 1827 roku wieś miała 23 domy i 192 mieszkańców.
W 1885do parafii należało 212 osób, istniała tu szkoła początkowa jednoklasowa ogólna, dobra małoszowskie składały się wówczas z folwarków: Małoszów, Sietejów i Bolowiec oraz wsi: Małoszów, Sietejów i Wola Bolowiecka. Razem zajmowały powierzchnię ponad 600 ha. W Małoszowie i Sietejowie grunty orne i ogrody zajmowały 380 ha, łąki – 46 ha, pastwiska – 7 ha, wody – 0,5 ha, lasy – 10 ha, nieużytki i place – 16 ha.
Od końca XIX wieku do 1934 roku kościół był zamknięty. W 1934 roku na nowo utworzono parafię małoszowską, pierwszym stałym proboszczem został ks. Józef Belczyński. Otwarto również cmentarz parafialny, położony na południe od kościoła, na wzniesieniu.

## Zabytki

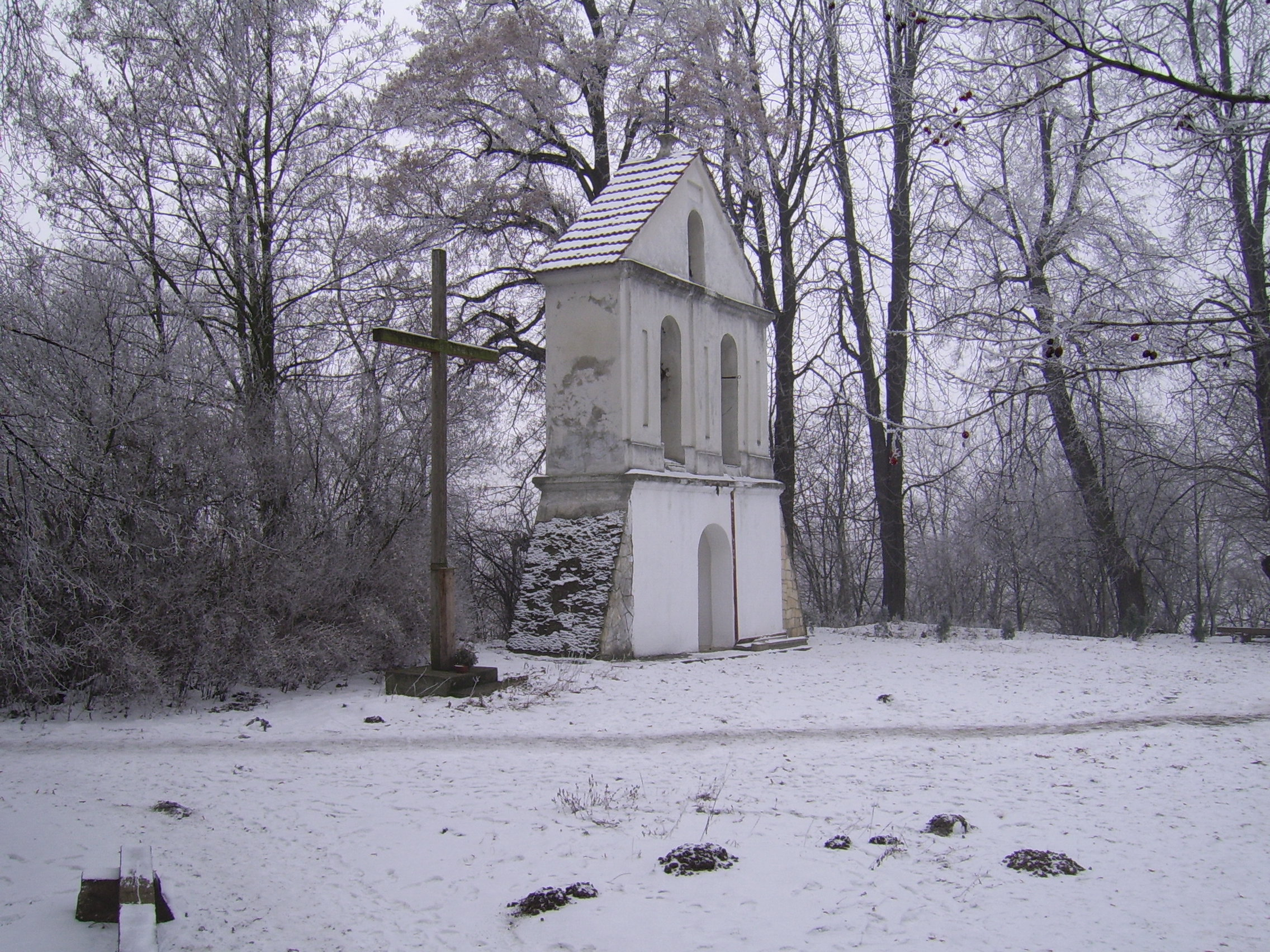
Dzwonnica barokowa przy kościele pw. św. Mikołaja

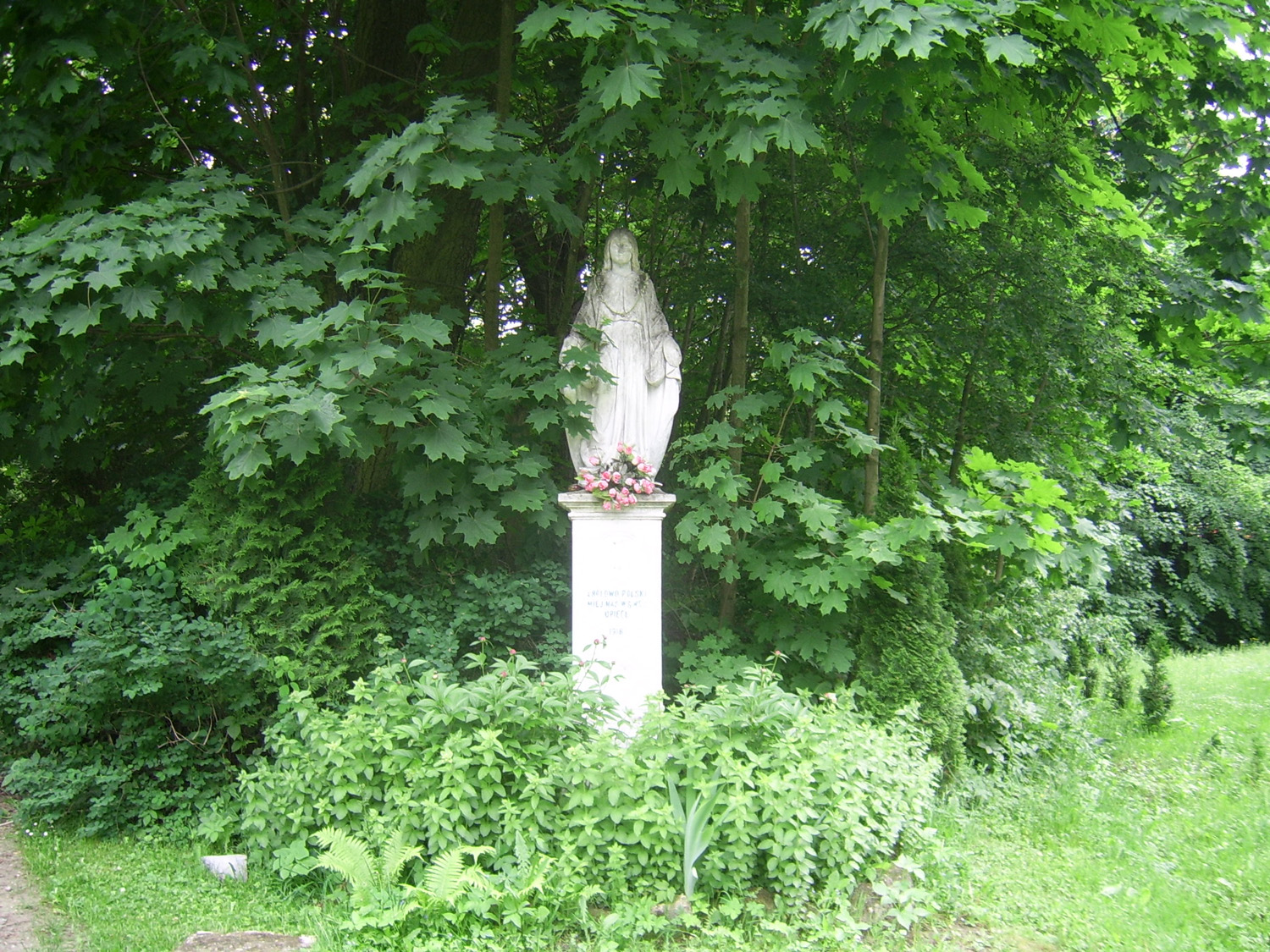
Figurka MB z 1918 roku, położona przy kościele

- Kościół pw. św. Mikołaja (nr rej.: A.206/1-2 z 15.01.1957 i z 15.02.1967)[8] – parafia istniała od XV wieku, pierwszy kościół był drewniany. Obecny kościół murowany, wzniesiony ok. 1646 roku w stylu barokowym, staraniem ks. Tomasza Lachowskiego. Znajduje się na wzniesieniu, na uboczu wsi. Orientowany, jednonawowy z prezbiterium zamkniętym apsydą. Przy ścianie północnej znajduje się zakrystia. Wejście z prezbiterium do zakrystii jest przez XVII wieczny barokowy portal z czarnego marmuru. Wystrój wnętrza kościoła wykonany jest głównie w stylu rokokowym z XVIII wieku. Ołtarz główny z obrazem św. Mikołaja, są też dwa boczne ołtarze i ambona. Zachowane epitafia wewnątrz i na zewnątrz kościoła z XIX wieku. Kościół odnowiony i przebudowany w połowie XIX wieku. Od końca XIX wieku do 1934 roku zamknięty. Świątynia jest otoczona starymi drzewami posadzonymi symetrycznie w około, głównie kasztany, lipy i klony. W latach 2001–2002 wymieniono więźbę dachową i blachę na kościele. W 2007 roku renowacja kościoła, m.in. malowanie wnętrza. Plebania przy kościele współczesna z lat 80. XX wieku, po poprzedniej plebanii pozostały tylko fundamenty. Do parafii należy ok. 800 osób z kilku pobliskich wsi: Małoszów, Gunów-Wilków, Gunów-Kolonia, Głuchów, Bolowiec. Wydawana jest tu gazeto-kronika „Magnificat”.
- Dzwonnica (nr rej.: A.206/1-2 z 15.01.1957 i z 15.02.1967)[8] w stylu barokowym, murowana, wolnostojąca, stoi przed wejściem głównym do kościoła. Mieści trzy dzwony.
- Figurka Matki Boskiej z 1918 roku, znajduje się przy kościele.
- Cmentarz parafialny położony na wzgórzu, otwarty w 1934 roku. Najstarszym zachowanym grobem jest, znajdujący się poza ogrodzeniem obecnego cmentarza, nagrobek w kształcie żelaznego krzyża na kamiennym cokole Ignacego Macharzyńskiego oficera b. Wojska Polskiego żyjącego 68 lat zm. 21 lipca 1868 roku.